# Fibromatosis
El término fibromatosis hace referencia a un grupo de tumores  de tejido blando que tienen ciertas características en común, incluyendo la ausencia de características citológicas y clínicas malignas, una histología compatible con la proliferación de fibroblastos bien diferenciados, un patrón de crecimiento infiltrativo y un comportamiento clínico agresivo con frecuente recidiva local. La Organización Mundial de la Salud lo clasifica como un tumor de tejido blando intermedio relacionado con la familia del sarcoma.

## Diagnóstico

### Subtipos
Subtipos de fibromatosis incluyen:
- Fibromatosis juvenil
- Fibromatosis colli: Crecimiento no neoplásico del músculo esternocleidomastoideo en infancia temprana. Generalmente no es necesario recurrir a la resección y responde bien a la fisioterapia.
- Fibromatosis digital infantil
- Miofibromatosis infantil
- Lipofibromatosis
- Fibromatosis hialina múltiple
- Fibromatosis peneana (Enfermedad de La Peyronie)
- Fibromatosis palmar (Enfermedad de Dupuytren)
- Fibromatosis plantar (Enfermedad Ledderhose )

## Tratamiento
El tratamiento es principalmente quirúrgico; la radioterapia o la quimioterapia normalmente están indicadas en recaídas. La fibromatosis desmoide de cabeza y cuello es una afección grave debido a la destrucción local, los patrones anatómicos concretos y el índice alto de recidiva. La cirugía en niños es particularmente difícil, dado el potencial de  trastornos del crecimiento.
El tratamiento incluye la escisión radical con margen ancho y/o radioterapia. A pesar de su comportamiento agresivo con infiltración local, la mortalidad es mínima a inexistente para tumores periféricos. En la fibromatosis intraabdominal asociada con poliposis adenomatosa familiar, se evita la cirugía si es posible debido a los altos índices de recurrencia dentro del abdomen que conlleva una morbilidad y mortalidad significativas. En cambio, en fibromatosis intraabdominal fibromatosis sin evidencia de poliposis adenomatosa familiar la cirugía puede ser necesaria para el tratamiento de los síntomas locales, en este caso, el riesgo de recurrencia es bajo.

## Terminología
Otros nombres incluyen "fibromatosis musculoaponeurótica", refiriéndose a la tendencia de estos tumores para ser adyacentes e infiltrar el músculo esquelético profundo, fibromatosis agresiva y "tumor desmoide". Debe establecerse una clara diferencia entre las localizaciones intraabdominales y extraabdominales. La fibromatosis se tratad de una entidad diferente a la neurofibromatosis y no debe de confundirse. 